# Beyond the Sun
Beyond the Sun es una novela de Matt Jones protagonizada por la arqueóloga ficticia Bernice Summerfield (ISBN 0-426-20511-1), la segunda en Virgin New Adventures. New Adventures fue un derivado de la serie de televisión británica de ciencia ficción Doctor Who. El libro es, en parte, una historia sobre la madurez del personaje de Emile a medida que acepta su sexualidad. Emile volvería a aparecer más tarde en posteriores New Adventures.

## Argumento
Bernice Summerfield lleva a sus dos estudiantes Emile y Tameka a una excursión, pero cuando su ex marido Jason aparece, todos se ven envueltos en la peligrosa super arma de una civilización perdida.

## Adaptación de audio
En 1998, Beyond the Sun fue adaptado por su autor para Big Finish Productions en un drama de audio protagonizado por Lisa Bowerman como Bernice. El drama de audio también presenta a la actriz Anneke Wills, más conocida por interpretar a Polly y Sophie Aldred, quien interpretó a Ace, ambas en la serie de televisión Doctor Who.

### Elenco
- Bernice Summerfield — Lisa Bowerman
- Miranda — Sophie Aldred
- Doctor Kitzinger — Anneke Wills
- Jason Kane — Stephen Fewell
- Tameka Vito — Jane Burke
- Emile Mars-Smith — Lewis Davis
- Scott — Nicholas Pegg
- Leon — Barnaby Edwards

## Trivialidades
El título Beyond the Sun es una broma; en el momento en que se escribió la novela, durante mucho tiempo se le había atribuido de diversas formas como título provisional a cualquiera de las tres primeras publicaciones seriadas de Doctor Who de la primera serie en 1963, aunque nunca se utilizó en pantalla.